# Microdytes menopausis
Microdytes menopausis är en skalbaggsart som beskrevs av Wewalka 1997. Microdytes menopausis ingår i släktet Microdytes och familjen dykare. Inga underarter finns listade i Catalogue of Life.